# Sam Beukema
Sam Beukema (Deventer, 17 novembre 1998) è un calciatore olandese, difensore del Napoli.

## Caratteristiche tecniche
Di ruolo difensore centrale, è molto utile nella fase di impostazione, forte fisicamente e abile nel gioco aereo, che gli permette di andare spesso in gol sui calci piazzati. Ha dichiarato di ispirarsi a Virgil van Dijk.

## Carriera

#### Gli inizi
Inizia a giocare a calcio con la squadra locale del vv Diepenveen, prima di entrare a far parte del settore giovanile del Go Ahead Eagles; ad eccezione di una parentesi annuale nelle giovanili del Twente, cresce tra le file del club di Deventer, con cui debutta in prima squadra il 1º settembre 2017, in occasione dell'incontro di Eerste Divisie pareggiato 1-1 contro l'Helmond Sport. Sette giorni dopo colleziona anche la sua prima presenza da titolare, nel pareggio interno contro il Volendam (1-1). Trova il suo primo gol il 20 settembre 2019, nella sfida di campionato contro lo Jong Ajax. Conclude la sua esperienza dopo quattro anni, totalizzando 73 presenze ed 11 reti.

#### AZ Alkmaar
Nel 2021 si trasferisce a titolo definitivo all'AZ Alkmaar. Fa il suo debutto nella sfida vinta per 2-1 contro il Celtic, valevole per il ritorno delle qualificazioni alla UEFA Europa League. In campionato esordisce il successivo 19 settembre, nella sconfitta esterna contro l'Heracles Almelo (3-2). Trova la sua prima rete il 16 gennaio 2022, nel successo contro il Fortuna Sittard (1-2). Neanche un mese dopo realizza la sua prima doppietta in carriera, nella vittoria per 4-1 contro la sua ex squadra, il Go Ahead Eagles. In due stagioni totalizza 81 presenze, accompagnate da 6 reti.

#### Bologna
Il 3 luglio 2023 lascia i Paesi Bassi per trasferirsi in Italia, venendo acquistato a titolo definitivo dal Bologna, in Serie A, per 10 milioni di euro più altri 500.000 di bonus e il 20% della futura rivendita da riconoscere all'AZ Alkmaar. Il calciatore firma un contratto quadriennale. Esordisce con i felsinei l'11 agosto, giocando da titolare la sfida di Coppa Italia contro il Cesena, vinta per 2-0. Dieci giorni dopo, il 21 agosto, debutta, sempre da titolare, anche in campionato, nella sfida persa per 2-0 contro il Milan. Il 20 dicembre seguente, nei tempi supplementari della sfida contro l'Inter (valida per gli ottavi di finale di Coppa Italia), segna uno dei due gol che consentono al Bologna di superare i nerazzurri (2-1) e qualificarsi ai quarti di finale. L'11 febbraio 2024 realizza anche la sua prima rete in Serie A, nella partita casalinga vinta per 4-0 contro il Lecce. Chiude la sua prima stagione in Emilia con 33 presenze e 2 gol fra tutte le competizioni, contribuendo allo storico quinto posto dei rossoblù in campionato, valido per un posto in UEFA Champions League.
Nella sua seconda e ultima annata con i felsinei gioca in tutto 47 partite: 35 di campionato (chiuso al nono posto), 4 in Champions League (con il Bologna eliminato nella fase a gironi) e 8 in Coppa Italia, con i rossoblù che arrivano fino in fondo alla competizione, vincendo la finale allo Stadio Olimpico di Roma contro il Milan (1-0); si tratta del primo trofeo in carriera per Beukema. Termina la parentesi a Bologna con 80 presenze complessive e 2 gol.

#### Napoli
Il 20 luglio 2025 si trasferisce a titolo definitivo al Napoli per 30 milioni di euro più altri 3 di bonus, firmando un contratto quinquennale e scegliendo d'indossare la maglia numero 31.

## Statistiche

### Presenze e reti nei club
Statistiche aggiornate 20 luglio 2025.
| Stagione               | Squadra                | Campionato             | Campionato | Campionato | Coppe nazionali | Coppe nazionali | Coppe nazionali | Coppe continentali | Coppe continentali | Coppe continentali | Altre coppe | Altre coppe | Altre coppe | Totale | Totale | Totale |
| Stagione               | Squadra                | Comp                   | Pres       | Reti       | Comp            | Pres            | Reti            | Comp               | Pres               | Reti               | Comp        | Pres        | Reti        | Pres   | Reti   |        |
| ---------------------- | ---------------------- | ---------------------- | ---------- | ---------- | --------------- | --------------- | --------------- | ------------------ | ------------------ | ------------------ | ----------- | ----------- | ----------- | ------ | ------ | ------ |
| 2017-2018              | Go Ahead Eagles        | 1D                     | 6          | 0          | CO              | 2               | 0               |                    | -                  | -                  |             | -           | -           | 8      | 0      |        |
| 2018-2019              | Go Ahead Eagles        | 1D                     | 0          | 0          | CO              | 0               | 0               |                    | -                  | -                  |             | -           | -           | 0      | 0      |        |
| 2019-2020              | Go Ahead Eagles        | 1D                     | 23         | 1          | CO              | 2               | 1               |                    | -                  | -                  |             | -           | -           | 25     | 2      |        |
| 2020-2021              | Go Ahead Eagles        | 1D                     | 37         | 8          | CO              | 3               | 1               |                    | -                  | -                  |             | -           | -           | 40     | 9      |        |
| Totale Go Ahead Eagles | Totale Go Ahead Eagles | Totale Go Ahead Eagles | 66         | 9          |                 | 7               | 2               |                    | -                  | -                  |             | -           | -           | 73     | 11     |        |
| 2021-2022              | AZ Alkmaar             | ED                     | 28         | 3          | CO              | 4               | 0               | UEL+UECL           | 1+4                | 0                  |             | -           | -           | 37     | 3      |        |
| 2022-2023              | AZ Alkmaar             | ED                     | 26         | 2          | CO              | 1               | 0               | UECL               | 17                 | 1                  |             | -           | -           | 44     | 3      |        |
| Totale AZ              | Totale AZ              | Totale AZ              | 54         | 5          |                 | 5               | 0               |                    | 22                 | 1                  |             | -           | -           | 81     | 6      |        |
| 2023-2024              | Bologna                | A                      | 30         | 1          | CI              | 3               | 1               | -                  | -                  | -                  | -           | -           | -           | 33     | 2      |        |
| 2024-2025              | Bologna                | A                      | 35         | 0          | CI              | 4               | 0               | UCL                | 8                  | 0                  | -           | -           | -           | 47     | 0      |        |
| Totale Bologna         | Totale Bologna         | Totale Bologna         | 65         | 1          |                 | 7               | 1               |                    | 8                  | 0                  |             | -           | -           | 80     | 2      |        |
| 2025-2026              | Napoli                 | A                      | -          | -          | CI              | -               | -               | UCL                | -                  | -                  | SI          | -           | -           | -      | -      |        |
| Totale carriera        | Totale carriera        | Totale carriera        | 185        | 15         |                 | 19              | 3               |                    | 30                 | 1                  |             | -           | -           | 234    | 19     |        |

## Palmarès
- Coppa Italia: 1

Bologna: 2024-2025